# Феодосия (супруга Льва V)
Феодо́сия (греч. Θεοδοσία; 770-е — не ранее 826) — византийская императрица, супруга императора Льва V Армянина.
Вероятно происходила из влиятельного армянского рода Камсаракан. Дочь патриция Арсабера и неизвестной женщины. Родилась приблизительно в 775 году. Возможно получила имя Варда при рождении. В конце 790-х или в начале 800-х годов вышла замуж за стратега Льва Арцруни. В 808 году отец Феодосии поднял восстание против императора Никифора I, которое было подавлено. В результате этого Феодосия вместе с мужем были отправлены в ссылку. Лишь в 811 году новый император Михаил I Рангаве позволил им вернуться. Известно о четырёх сыновьях Феодосии и Льва: Константин Симбат (соправитель отца), Василий (кастрирован и сослан после смерти отца), Григорий (также кастрирован и сослан), Феодосий (умер в 820 году вскоре после кастрации).
В 813 году Лев Арцруни стал императором, а его жена получила титул Августы. Возможно именно тогда сменила имя на Феодосию. О её влиянии на мужа и политику известно мало. В 820 году Лев V был свергнут и убит. Феодосия вместе с сыновьями была отправлена в ссылку и жила в монастыре Святой Троицы. Бывшая императрица получила право распоряжаться долей имущества мужа. Последнее упоминание о Феодосии относится к 826 году.